# Tasmanobium
Tasmanobium is een monotypisch geslacht van kevers uit de familie van de klopkevers (Anobiidae).

## Soort
- Tasmanobium mimicum Lea, 1924